# فرودگاه بین‌المللی پافوس
 فرودگاه بین‌المللی پافوس (به انگلیسی: Paphos International Airport) (به زبان بومی: Διεθνής Αερολιμένας Πάφου) یک فرودگاه همگانی مسافربری با کد یاتا PFO است که یک باند فرود آسفالت و بتن دارد و طول باند آن ۲۶۹۹ متر است. این فرودگاه در کشور قبرس قرار دارد و در ارتفاع ۱۲ متری از سطح دریا واقع شده است.